# Тодорци
Тодорци су, према старословенској митологији, мрачни коњаници који спадају у ред злих бића. Њихово право име је временом изгубљено, јер се није смело гласно изговарати. Тодорци представљају спој људи и коња. Огрнути су плаштом, немају лице, наоружани су сабљама и понекад су невидљиви. Уплашени људи их могу чути али их не могу видети.

## Обичаји и веровања
Тодорова недеља, по хришћанском свецу, крије неке мрачне тајне. Народи попут Срба, Македонаца и Бугара и данас славе свеца кога зову Велики Тодор. Они верују да током Тодорове недеље светац може донети смрт, болест и лудило. Предање говори да се на овај шестодневни празник, који пада крајем месеца фебруара, никако не треба полазити на пут, а ако се баш мора, никако ноћу јер се сматра да демонски јахачи у Тодорову недељу ударцима копита усмрћују све људе који се нађу на путу. На дан Тодорове суботе, меси се коњски колач или копитњак, хлеб избушен или окован тако да његова целина подсећа на отисак копита. Овај хлеб се даје свим коњима у домаћинству да га нагризу у дворишту домаћина. Овај чин представља приношење жртве која би требало да умилостиви Тодорце.
Вођа тамних коњаника у причама се појављује тек иза својих јахача. Дакле, хроми предводник иде на зачељу, вероватно зато што је спорији, а у Великом Тодору су многи истраживачи словенске митологије, на основу његове велике моћи, са различитим успехом тражили Тројана, Хромог Дабу, Црнобога или неког другог демона или бога словенског пантеона. Мисли се чак и древни култ Трачког коњаника у блиској вези са овим веровањем које су, према траговима, осим Трачана, познавали и њихови суседи Трибали, Мези, Дарданци и Дачани, неколико векова пре Христа. Идентитет овог страшног јахача остаје скривен, баш као и његово лице које по причама нико никада није видео, јер је увек покривено калпаком.